# قسم غلاشكرد الريفي (مقاطعة فارياب)
قسم غلاشكرد الريفي (بالإنجليزية: Golashkerd Rural District)‏ هي منطقة سكنية تقع في كرمان في إيران. يقدر عدد سكانها بـ 5,353 نسمة .